# Amplinus armatus
Amplinus armatus är en mångfotingart som beskrevs av Pocock 1909. Amplinus armatus ingår i släktet Amplinus och familjen Aphelidesmidae. Inga underarter finns listade i Catalogue of Life.